# Trainspotting: Music from the Motion Picture
Trainspotting: Music from the Motion Picture è l'album colonna sonora del film Trainspotting.
La colonna sonora è racchiusa in 2 volumi, di cui il secondo di difficile reperimento.
Nel primo sono contenute tutte le canzoni del film ad eccezione di quattro brani: Dark and Long (Dark Train Mix) degli Underworld che si sente quando Renton è colto da crisi d'astinenza nel letto di casa sua; Think About the Way di Ice MC e Alexia, che si sente quando Renton approda a Londra; Temptation degli Heaven 17 che si sente quando Renton in discoteca ragiona sulla sua voglia di sesso; Habanera from Carmen di Georges Bizet che si sente quando Renton prova a chiudere con la droga barricandosi in casa.
Nel secondo volume così trovano spazio le quattro canzoni sopra citate, alcuni remix e tutte le canzoni che il regista, Danny Boyle, avrebbe voluto inserire nel film o che comunque, per usare parole sue, "hanno ispirato il film". 
In particolare il regista si duole di non aver inserito questi due brani: The Passenger di Iggy Pop e Atmosphere dei Joy Division, la band da cui dopo la morte del loro leader Ian Curtis, sono nati i New Order, autori di una canzone del film che Renton ascolta alla radio quando si sveglia a casa di Diane e canticchiata dalla stessa Diane sul letto di Renton in crisi di astinenza diverse scene più tardi.

## Tracce

### Vol. 1
1. Lust for Life - Iggy Pop - 5:11
2. Deep Blue Day - Brian Eno - 3:56
3. Trainspotting - Primal Scream - 10:33
4. Atomic - Sleeper - 5:08
5. Temptation - New Order - 6:59
6. Nightclubbing - Iggy Pop - 4:12
7. Sing - Blur - 6:00
8. Perfect Day - Lou Reed - 3:43
9. Mile End - Pulp - 4:30
10. For What You Dream of - Bedrock feat. Kyo - 6:24
11. 2:1 - Elastica - 2:32
12. A Final Hit - Leftfield - 3:15
13. Born Slippy - Underworld - 9:43
14. Closet Romantic - Damon Albarn - 3:08

### Vol. 2
1. Choose Life - PF Project feat. Ewan McGregor
2. The Passenger - Iggy Pop
3. Dark and long (Dark train Mix) - Underworld
4. Habanera From Carmen
5. Statuesque - Sleeper
6. Golden Years - David Bowie
7. Think About the Way - Ice MC feat. Alexia
8. A Final Hit - Leftfield
9. Temptation - Heaven 17
10. Nightclubbing (Baby Doc remix) - Iggy Pop
11. Our Lips Are Sealed - Fun Boy Three
12. Come Together - Primal Scream
13. Atmosphere - Joy Division
14. Inner City Life - Goldie
15. Born Slippy .NUXX - Underworld